# Emanuela Galliussi
Emanuela Galliussi (Udine, 18 luglio 1980) è un'attrice italiana.

## Biografia
Nasce a Udine, dove frequenta la Scuola di danza. Subito dopo la maturità scientifica si trasferisce a Roma per frequentare l'Accademia Nazionale d'Arte Drammatica "Silvio D'Amico", presso la quale si diploma nel 2002.
Si forma con diversi maestri della scena teatrale internazionale: Susan Main, Michael Margotta, Konrad Zschiedrich, Roberta Carreri, Judith Malina, ma è con Susan Batson che studia per diversi anni, seguendola in giro per i suoi seminari in tutta Europa e studiando alla Black Nexxus a New York.
Dal 1987 studia danza moderna, modern-jazz, flamenco con diversi maestri. 
Viene ammessa alla London Contemporary Dance School di Londra. Nel 2003 vince il concorso Pier Paolo Pasolini con Gabriel come coreografa e interprete.
Alterna il lavoro in campo teatrale con quello cinematografico e televisivo. Tra i suoi lavori per il grande schermo, ricordiamo: Il terzo leone (2001), regia di Manlio Roseano; Una talpa al bioparco (2004), regia di Fulvio Ottaviano; Arrivederci, amore ciao (2006), regia di Michele Soavi.
In televisione ha recitato, tra l'altro, nelle serie tv Il maresciallo Rocca 4 (2003), regia di Giorgio Capitani; Butta la luna (2006), regia di Vittorio Sindoni; I liceali, regia di Lucio Pellegrini, e Crimini bianchi, regia di Alberto Ferrari, entrambe trasmesse nel 2008 da Canale 5.
Nel 2011 si è trasferita negli Stati Uniti, New York e Los Angeles, dove ha lavorato sia in teatro che nel cinema.

## Teatro
- Fra cielo e terra, musical di Ivo Valoppi, regia di Riccardo Trucchi (1999)
- La sacra rappresentazione di Sant'Alesso, di Anonimo, regia di Giuseppe Rocca (2000)
- Attentati alla vita di lei di Martin Crimp, regia di Max Farau (2000)
- Non tutti i ladri vengono per nuocere di Dario Fo, regia di Stefano Di Pietro (2001)
- Pericle, principe di Tiro di William Shakespeare, regia di Max Farau (2001)
- La disputa di Marivaux, regia di Massimo Foschi (2002)
- Tre sorelle di Anton Čechov, regia di Lorenzo Salveti (2002)
- Microcommedie di Autori vari, regia di Giuseppe Rocca, Mittelfest (2003)
- Basilicata on my mind di Rocco Papaleo, regia di Pietro Bontempo, Festival di Caserta (2003)
- Due partite, Seminario con Cristina Comencini al Teatro Valle di Roma (2005)
- Il bosco di David Mamet, regia di Furio Andreotti, Teatro Closseo di Roma (2006)
- An Oak Tree di Tim Crouch, regia di Fabrizio Arcuri, Santarcangelo dei Teatri (2007)
- I figli non sono cresciuti, di e con Emanuela Galiussi (2009)
- La malattia della famiglia M, testo e regia di Fausto Paravidino, Piccolo Eliseo di Roma (2009)
- Madame la Mort di Rachilde, regia di Melissa Attebery, New School’s Wollman Hall di New York (2014)

## Filmografia parziale

### Cinema
- Il terzo leone, regia di Manlio Roseano (2001)
- Il simposio, regia di Costanza Ciccolini – Corto per Cultnet-Sky tv (2003)
- Dobbiamo parlare, regia di Andrea Falbo – Corto per Cultnet-Sky tv (2003)
- Una talpa al bioparco, regia di Fulvio Ottaviano (2004)
- Keawe, regia di Valerio Binasco (2004)
- Gli occhi dell'altro, regia di Giampaolo Tescari (2005)
- Giorno 122, regia di Fulvio Ottaviano – Corto al 62º Festival di Venezia (2005)
- Arrivederci, amore ciao, regia di Michele Soavi (2006)
- Giorno 5, regia di Fulvio Ottaviano (2009)
- Sono viva, regia di Dino e Filippo Gentili (2008)
- Baciami ancora, regia di Gabriele Muccino (2010)
- Mia, regia di Fulvio Ottaviano (2012)
- Caserta Palace Dream, regia di James McTeigue (2014) – cortometraggio
- #Screamers, regia di Dean Matthew Ronalds (2016)

### Televisione
- Il maresciallo Rocca 4, regia di Giorgio Capitani – serie TV, episodio 4x03 (2003)
- Distretto di Polizia 5, regia Lucio Gaudino – serie TV, episodio 5x18 (2005)
- Butta la luna, regia di Vittorio Sindoni – serie TV (2006)
- Medicina generale, regia di Renato De Maria – serie TV (2006)
- I liceali, regia di Lucio Pellegrini – serie TV, episodi 1x04-1x05 (2008)
- Don Matteo 6, regia di Elisabetta Marchetti – serie TV, episodio 6x02 (2008)
- Crimini bianchi, regia di Alberto Ferrari – serie TV, 6 episodi (2008)